# 赫建华

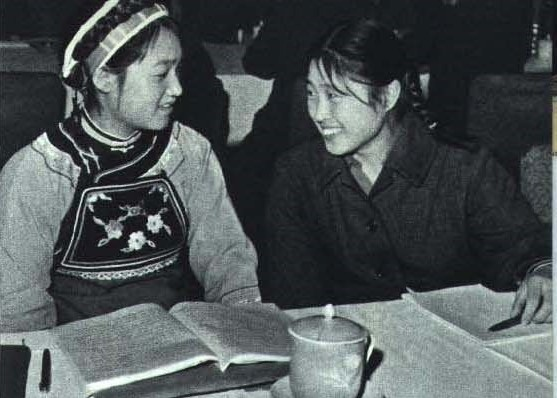
1965年第三届全国人民代表大会会议中的赫建华，左为罗星芳。

赫建华（1938年—），女，河北巨鹿人，中国跳伞运动员。

## 生平
1956年，郝建华被选入国家跳伞集训队。1958年，郝建华和队友首次打破女子1000米集体定点跳伞世界纪录。1958年11月至12月，她与耿桂芳、崔秀英和跳伞工作者高育亭做为中央国家机关青年建设社会主义积极分子，选为集体代表出席第二次全国青年建设社会主义积极分子代表大会。
1959年1月8日，郝建华和崔秀英、耿桂芳在开封市跳伞塔以距靶心平均2.69米的成绩，打破了苏联运动员于1957年创造的7.07米的1500米日间集体联合定点着陆跳伞的世界纪录，被载入《中华人民共和国大事记》。
1964年，她与另一位跳伞运动员王素珍同时当选第三届全国人大代表（贵州省代表）。1984年，她被评为新中国成立35年来杰出运动员。